# Glyceria nemoralis
Glyceria nemoralis är en gräsart som först beskrevs av Rudolf Karl Carl Friedrich von Uechtritz, och fick sitt nu gällande namn av Rudolf Karl Carl Friedrich von Uechtritz och Koern. Glyceria nemoralis ingår i släktet glycerior, och familjen gräs. Inga underarter finns listade i Catalogue of Life.